# Мак-Киспорт
Мак-Киспорт (англ.  McKeesport) — город в округе Аллегейни в штате Пенсильвания США.

## Описание
Находится в юго-западной Пенсильвании. Расположен на слиянии рек Мононгахила и Йокогейни, в 14 милях (23 км) к юго-востоку от Питтсбурга. Впервые основанный около 1769 года паромщиком Дэвидом Макки, город был заложен в 1795 году его сыном Джоном. В 1794 году он стал центром протестной деятельности во время Восстания из-за виски (восстания против акцизного налога на спиртные напитки). Добыча угля в этом районе началась около 1830 года, но Мак-Киспорт не развивался заметно, пока основные составляющие сталелитейной промышленности (уголь, железо и железные дороги) не объединились в конце XIX века.

## Население
| 2010   | 2020    |
| ------ | ------- |
| 19 731 | ↘17 727 |